# Mélange d'Armstrong

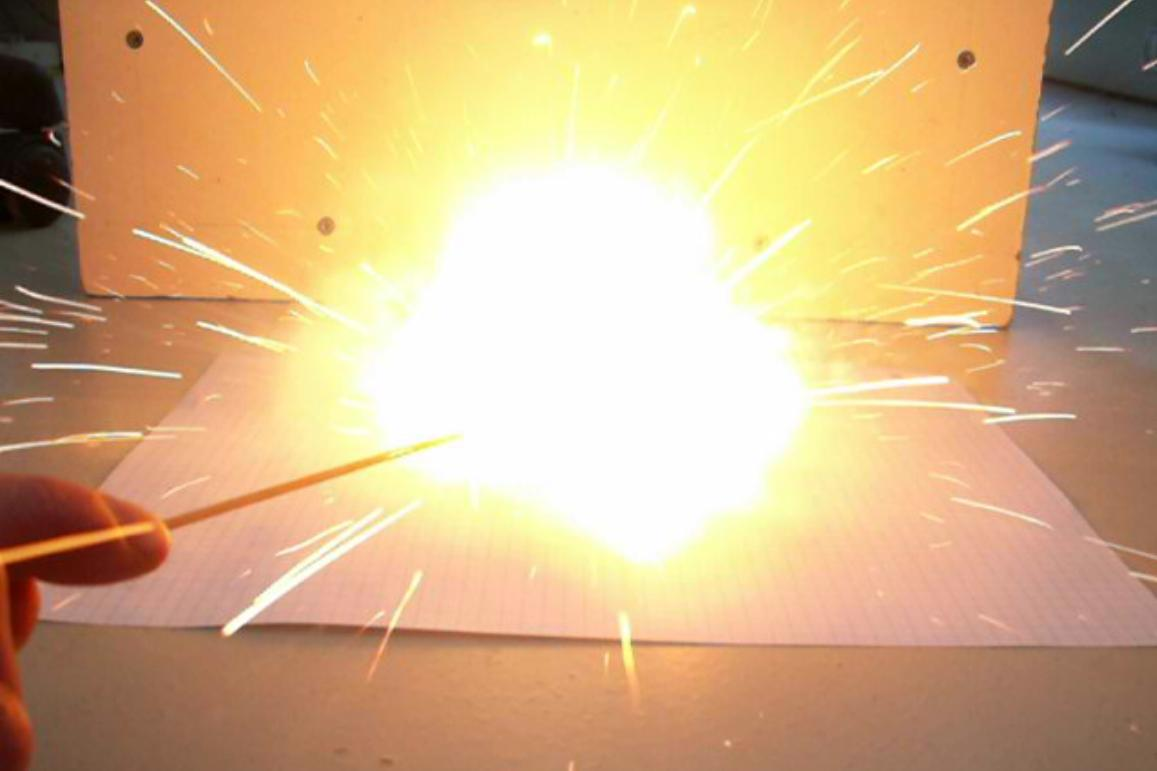
Réaction d'une petite quantité du mélange d'Armstrong.

Le mélange d'Armstrong est un explosif primaire hautement sensible. Il est principalement composé de phosphore rouge et d'un oxydant puissant, tels que du chlorate de potassium ou du perchlorate de potassium. Le soufre est utilisé pour remplacer partiellement ou totalement le phosphore, afin de diminuer légèrement la sensibilité  et de réduire le prix du mélange. Le carbonate de calcium peut aussi être présent en petite quantité. Dans le commerce, le mélange d'Armstrong est utilisé en très faibles quantités dans les amorces des pistolets à amorces et dans les bombes de tables. 
Une version improvisée peut être fabriquée avec des têtes d'allumettes réduites en une fine poudre et mélangée avec une autre fine poudre faite cette fois-ci avec le grattoir trouvé sur le côté de la boîte d'allumettes.
Il a également été considéré comme un mélange approprié en tant qu'amorce utilisée dans les armes à feu, après l'ajout de carbure de bore et était utilisé durant la Seconde Guerre mondiale.

## Sécurité
En raison de sa sensibilité aux chocs, à la friction et aux flammes, le mélange d'Armstrong est un explosif extrêmement dangereux. Seulement environ 10 mg sont utilisés dans les feux d'artifice. En fonction de la composition, des conditions, et de la quantité, le mélange d'Armstrong peut exploser violemment dans un espace clos. Le fait de mélanger du chlorate de potassium sec et du phosphore rouge conduira très certainement à une explosion, à cause d'une sensibilité extrême à la friction. Par conséquent, les ingrédients sont généralement combinés en suspension. Pour diminuer la sensibilité, de l'huile peut être ajoutée.

## Utilisation militaire
Le mélange d'Armstrong est facile à fabriquer mais requiert trop de phosphore et est facilement oxydé par l'oxygène contenu dans l'air, et n'a donc pas grande utilité pour l'armée, excepté en tant qu'amorces artisanales pour armes à feu, ou explosifs improvisés.